# Dianthus volgicus
Dianthus volgicus là loài thực vật có hoa thuộc họ Cẩm chướng. Loài này được Juz. mô tả khoa học đầu tiên năm 1950.